# Stracciatella di bufala
Stracciatella di bufala je měkký, nezrající sýr původem z Apulie. Sýr se vyrábí z buvolího mléka a hlavním producentem je provincie Foggia. Sýr obsahuje malé kousky (stracciatella doslova znamená „trochu na kousky“) tvarohu. Tento čerstvý sýr má vždy bílou barvu a vyrábí se celý rok. Zajímavostí je, že z mléka buvolů se sýry vyrábí zejména na druhé straně Itálie, v Kampánii. Sýr je určen k rychlé spotřebě a rychle podléhá zkáze i v chladu.